# Kragkartlav
Kragkartlav (Rhizocarpon lecanorinum) är en lavart som beskrevs av Anders. Kragkartlav ingår i släktet Rhizocarpon och familjen Rhizocarpaceae.  Arten är reproducerande i Sverige. Inga underarter finns listade i Catalogue of Life.

## Källor

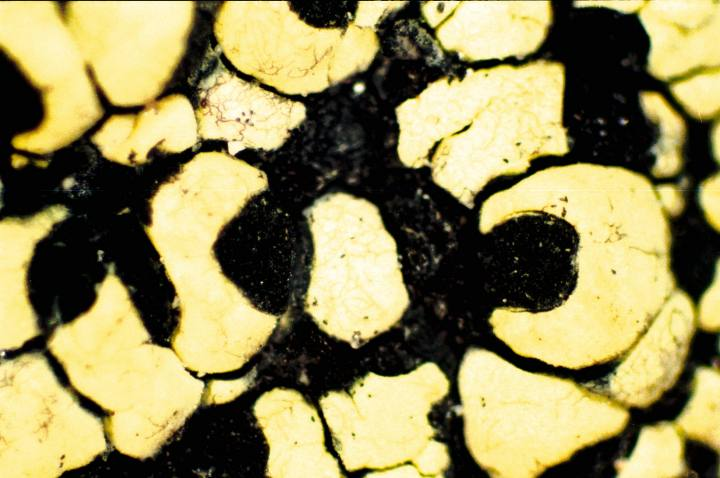
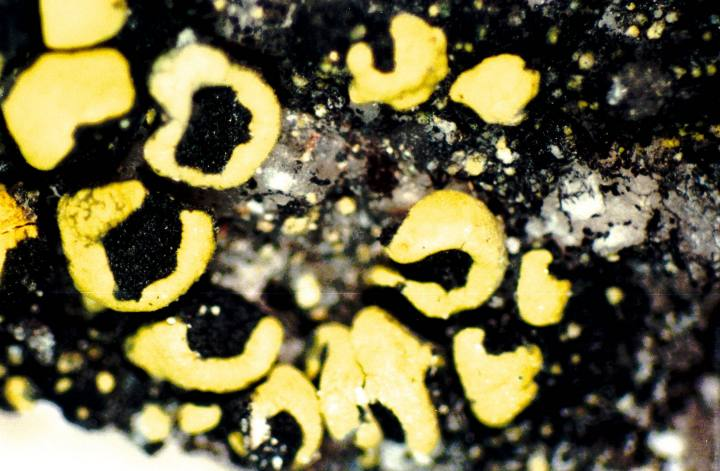
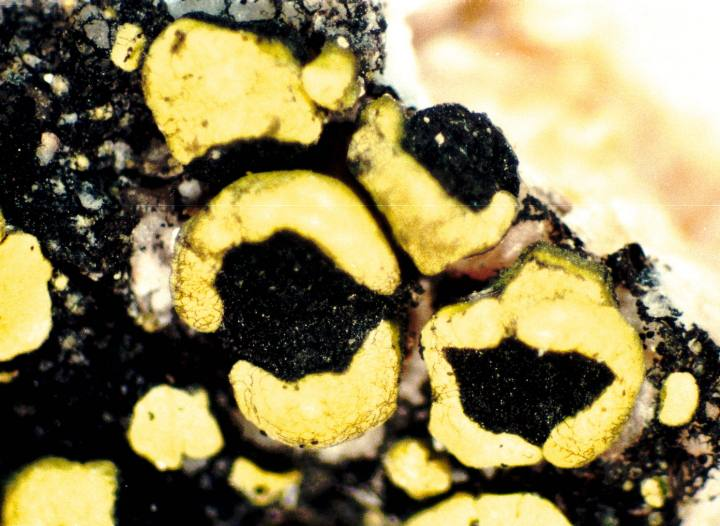
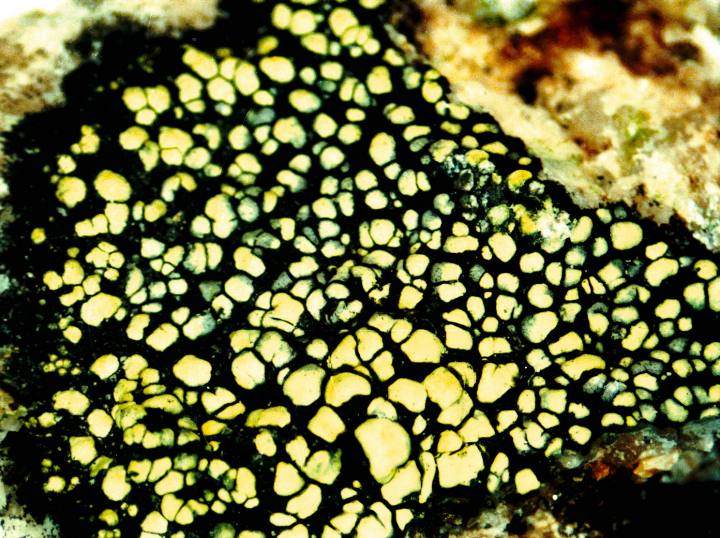